# Mullus argentinae
La triglia atlantica (Mullus argentinae (Hubbs & Marini, 1933)), è un pesce di mare appartenente alla famiglia Mullidae. Raggiunge i 30 centimetri di lunghezza. È diffuso dalle coste di Uruguay, Argentina e Brasile. Viene pescato abbastanza frequentemente.